# دامیان اسکودرو
دامیان اسکودرو (انگلیسی: Damián Escudero؛ زادهٔ ۲۰ آوریل ۱۹۸۷) بازیکن فوتبال اهل آرژانتین است.
از باشگاه‌هایی که در آن بازی کرده‌است می‌توان به باشگاه فوتبال بوکا جونیورز، باشگاه فوتبال ویارئال، باشگاه فوتبال گرمیو، باشگاه فوتبال ولز سارسفیلد، باشگاه ورزشی ویتوریا، باشگاه فوتبال اتلتیکو مینیرو، و باشگاه فوتبال رئال وایادولید اشاره کرد.
وی همچنین در تیم‌های ملی فوتبال زیر ۲۰ سال آرژانتین و زیر ۲۳ سال آرژانتین بازی کرده‌است.